# 高敞
高敞（1441年—1498年），字德廣，直隸蘇州府崑山縣（今江苏昆山市）人，民籍。明朝政治人物。進士出身。

## 生平
應天府鄉試第一百十名。成化八年（1472年）壬辰科會試第二百二十一名，殿試登進士第二甲第七十四名，授禮部主事，陞精膳司郎中。擢順天府丞，改應天府，進府尹。卒於任內，享年五十七歲。

## 家族
曾祖父高貴。祖父高達。父亲高霄。